# Ліплявська сільська територіальна громада
Ліпля́вська сільська територіальна громада — територіальна громада в Україні, в Черкаському районі Черкаської області. Адміністративний центр — село Ліпляве.
Єдина територіальна громада Черкаського району, яка розташована на лівому березі Дніпра.
Площа громади — 219,46 км², населення — 2744 мешканці (2018).
Утворена 18 квітня 2017 року шляхом об'єднання Келебердянської, Ліплявської та Озерищанської сільських рад Канівського району.
Згідно з розпорядженням Кабінету Міністрів України від 12.06.2020 № 728-р до складу громади була включена Прохорівська сільська рада.

## Склад
До складу громади входять:
| Населений пункт  | Населення, осіб (1989) | Населення, осіб (2001) |
| ---------------- | ---------------------- | ---------------------- |
| Келеберда, село  | 1327                   | 1194                   |
| Ліпляве, село    | 2440                   | 2069                   |
| Озерище, село    | 316                    | 314                    |
| Прохорівка, село | 532                    | 405                    |
| Сушки, село      | 904                    | 818                    |